# Little Big Adventure 2
Little Big Adventure 2 (kurz LBA2, in den USA veröffentlicht als Twinsen’s Odyssey) ist ein Action-Adventure des französischen Unternehmens Adeline Software International aus dem Jahr 1997. Es ist die Fortsetzung von Little Big Adventure aus dem Jahr 1994 und entstand unter der Leitung von Frédérick Raynal. Das Spiel zeichnete sich seinerzeit durch eine fortschrittliche Technik in Verbindung mit einer von Kritikern gelobten Erzählung, Spielwelt und Musik aus.
2022 wurden jeweils neue Versionen der beiden Teile unter den Namen Twinsen’s Little Big Adventure Classic (TLBA Classic) und Twinsen’s Little Big Adventure 2 Classic (TLBA2 Classic) von 2point21 entwickelt und veröffentlicht.

## Handlung

### Vorgeschichte
Nachdem im vorherigen Teil Little Big Adventure die Welt Twinsun von ihrem bösen Diktator befreit wurde, hat der Held Twinsen inzwischen geheiratet, erwartet ein Kind und hat sich zu Hause niedergelassen. In seinem zweiten Abenteuer macht sich Twinsen auf den Weg, um seinen verletzten Freund Dino‐Fly zu heilen, nachdem er festgestellt hat, dass er vom Blitz getroffen und verletzt wurde.
Bevor er diese Aufgabe erfüllen kann, kommen Besucher von einem anderen Planeten zu Twinsun. Aufgrund ihres seltsamen Verhaltens begibt sich der Held auf eine epische Reise, um die Wahrheit herauszufinden.
Bei weiteren Nachforschungen stellt sich jedoch heraus, dass am Himmel von Twinsun etwas Seltsames vor sich geht, und tatsächlich sind Besucher aus dem Weltall eingetroffen. Kommen sie in Frieden, oder steckt ein finsteres Ziel hinter ihrem Erscheinen? Twinsen begibt sich wieder einmal auf die Suche nach dem Guten für seine Welt …

### Geschichte

#### Beginn des Spiels
Twinsen erzählt: „Hallo, ich bin Twinsen, der Held dieses Abenteuers. Kannst du mich auf der Kiste da oben mit meiner Freundin Zoé sehen? Das rechts ist mein treuer Freund Dino‐Fly, und das ist ein Porträt von Sendell, unserer wohlwollenden Göttin, die allem Leben einhaucht. Dank des Medaillons und der magischen Kräfte, die sie mir verliehen hat, konnte ich unseren schönen Planeten Twinsun retten. Ich musste alle Inseln erforschen, um Zoé zu retten und unsere Welt vor der Zerstörung zu bewahren. Der schreckliche Diktator Funfrock hatte den ganzen Planeten in seiner Gewalt ─ bis ich auftauchte.“
„Ja, ich bin stolz, sagen zu können, dass Zoé und ich gute Nachrichten erwarten. Bald werden wir das Getrappel kleiner Füße hören, also müssen wir uns beeilen und alles vorbereiten. Unsere Welt lebt heute in Frieden, alles ist ruhig, und wir haben alle unseren Platz an der Sonne.“
Die Handlung des Spiels knüpft an das Little Big Adventure an, in dem Twinsen den Diktator FunFrock besiegt und seine Frau Zoé nach deren Entführung wiedergefunden hatte. Nach seiner Rückkehr in ihr Haus auf der Zitadellen Insel (auf dem Planeten Twinsun) brachte Twinsen den Dino‐Fly mit, den er in seinem vorherigen Abenteuer kennengelernt hatte, und lebt nun friedlich mit Zoé zusammen, die ein Kind erwartet. Während eines sonnigen Tages bricht jedoch plötzlich ein besonders heftiges Gewitter aus. Im Verlauf des Gewitters erhält Twinsens Dino‐Fly einen Stromschlag und ist in schlechter Verfassung.

#### Teil 1: Twinsun
Twinsen muss seinen Dino‐Fly behandeln und geht dafür zur Apothekerin, die ihm jedoch kein Heilmittel verschreiben kann. Von einer Kundin erfährt Twinsen jedoch, dass der Magier Ker'aooc, der sich auf der Wüsteninsel befindet, das Tier heilen kann. Wegen des schlechten Wetters ist die Seefahrt jedoch nicht möglich. Twinsen macht sich also auf den Weg, um den Wettermagier von der Zitadellen Insel zu holen, damit er dem Unwetter ein Ende setzt. Der Wettermagier muss seinen Zauberspruch von der Spitze des Leuchtturms auf der Insel sprechen, aber der Leuchtturmwärter (Ralph), der die Schlüssel dazu hat, ist nicht da. Twinsen macht sich daher auf die Suche nach ihm und findet ihn eingesperrt in einer Höhle auf der Insel. Ralph wurde vom Tralü gefangen genommen, einem Monster, das Twinsen bekämpft, um den jungen Wärter zu befreien. Von der Spitze des nun zugänglichen Leuchtturms aus sorgt der Wettermagier dafür, dass das gute Wetter zurückkehrt.
Als die Wolken verschwinden, steigen fliegende Untertassen vom Himmel herab. Die Außerirdischen, die aus ihnen herauskommen, stellen sich als Esmer vor und behaupten, in Frieden zu kommen. Twinsen reist mit der Fähre zur Wüsteninsel, um den Magier Ker'aooc zu finden, doch dieser ist nicht anwesend. Twinsen geht daraufhin zur Zauberschule, wo man ihm vorschlägt, selbst Magier zu werden. Twinsen nimmt das Angebot an und muss zuvor drei Prüfungen ablegen, um seine Fähigkeiten zu beweisen. Als er die zweite Prüfung besteht, erhält Twinsen eine Muschel, mit der er seinen Dino‐Fly heilen kann. Twinsen trifft auf der Wüsteninsel auch Jerome Baldino, einen befreundeten Ingenieur, der schon in seinem vorherigen Abenteuer dabei war. Nachdem er sein Magierdiplom erhalten hat, erfährt Twinsen, dass die meisten anderen Magier Twinsuns in letzter Zeit auf mysteriöse Weise verschwunden sind. Twinsen muss nun versuchen, sie zu finden, und ahnt, dass es einen Zusammenhang zwischen dem Verschwinden der Magier und dem Auftauchen der Esmer gibt, da sich einige der Esmer seltsam verhalten. Einer der Esmer bietet Twinsen an, mit ihm in einer fliegenden Untertasse zum Planeten Zeelich zu fliegen, von dem die Esmer stammen, und Twinsen willigt ein, um mehr über die Neuankömmlinge zu erfahren.

#### Teil 2: Zeelich
Die Untertasse landet auf Otringal, einer Insel auf Zeelich, und Twinsen wird sofort ins Gefängnis gesperrt. Die Esmer sind also offensichtlich nicht in Frieden gekommen und das freundliche Angebot des Esmers war in Wirklichkeit nicht zu touristischen Zwecken gedacht. Twinsen gelingt es, sich mit Gewalt aus dem Gefängnis zu befreien und will nach Twinsun zurückkehren. Er gelangt zur An- und Abflugplattform für Untertassen, erzwingt sich eine „Kursscheibe“, um eine Untertasse zu starten, und reist zu seinem Heimatplaneten zurück.

#### Teil 3: Rückkehr nach Twinsun
Nach seiner Rückkehr auf die Zitadellen Insel muss Twinsen feststellen, dass bewaffnete Agenten aus Zeelich die Kontrolle vollständig übernommen haben und damit endgültig mit der Friedensrede brechen, die sie bei ihrer Ankunft gehalten hatten. Twinsen erfährt auch, dass alle Kinder der Grundschule von den Esmern entführt wurden, ebenso wie einige andere Magier, darunter der Wettermagier. Twinsen weiß, dass er für den Kampf gegen den Feind fortgeschrittenere magische Kräfte benötigen wird, und folgt daher dem Rat der Magieschule, um die Macht des „Blitzzaubers“ und eine „Sendell-Kugel“ zu besitzen, mit der er im äußersten Notfall mit Sendell, einer Schutzgottheit Twinsuns, kommunizieren kann. Kurz nachdem Twinsen die Sendell-Kugel erhalten hat, wird er von Jerome Baldino, der sich auf dem Smaragdmond (Zeelichs einzigem Mond) befindet, per Walkie-Talkie kontaktiert: Baldino hat herausgefunden, dass die Esmer den Planeten Twinsun vollständig zerstören wollen, und bittet Twinsen, sich ihm auf dem Smaragdmond anzuschließen, um eine Operation durchzuführen. Mit Gewalt gelingt es Twinsen, in eine von den Esmer errichtete geheime Basis einzudringen und ein Shuttle zu stehlen, um sich Baldino anzuschließen.

#### Teil 4: Der Smaragdmond
Auf dem Smaragdmond angekommen, entdeckt Twinsen eine große Esmer-Basis, in der einige Ingenieure arbeiten. Er dringt dort ein und findet schließlich Baldino, der zusammen mit einem Esmer-Ingenieur, der sich des Wahnsinns der anderen Esmer bewusst ist, gefangen genommen wurde. Die beiden nun befreiten Gefangenen erklären Twinsen, dass ein ehemaliger Gott der Esmer namens „Dark Monk“ auf wundersame Weise wiedergeboren wurde und mit Unterstützung des Kaisers von Zeelich eine alte Prophezeiung erfüllen lassen will, um Zeelich wieder paradiesisch erscheinen zu lassen. Um die Prophezeiung zu erfüllen, muss Twinsun zerstört werden. Der Ingenieur enthüllt, dass auf dem Smaragdmond Reaktoren angebracht wurden, um ihn nach Twinsun zu katapultieren. Diese Reaktoren werden von der CX-Insel auf Zeelich aus gesteuert. Die drei Gefährten entkommen gewaltsam aus der Basis, wobei der Ingenieur im Kampf getötet wird. An Bord von Baldinos Schiff kommen die beiden Überlebenden aufgrund von Treibstoffmangel chaotisch auf Zeelich an.

#### Teil 5: Rückkehr nach Zeelich
Da das Schiff beschädigt ist, muss Baldino es reparieren und Twinsen die weiteren Schritte allein durchführen lassen. Baldino bittet Twinsen außerdem, ihm GazoGem zu besorgen, den Treibstoff, der auf Zeelich verwendet wird. Twinsen besucht die anderen Inseln von Zeelich: die Insel der Feierlichkeit und die Insel der Knartas. Auf der zweiten Insel entdeckt Twinsen eine gut bewachte Gasogem-Raffinerie, in der es ihm gelingt, die wertvolle Flüssigkeit an sich zu nehmen. Zurück auf Otringal gelingt es Twinsen, mit einer Gruppe von Dissidenten in Kontakt zu treten, die ihm einen „Pistolaser“ mit sehr großer Reichweite überreichen und ihn darüber informieren, dass er, um zu Insel CX zu gelangen, in die Unterwelt von Zeelich (genannt „Untergas“) hinabsteigen und dann zur Insel aufsteigen muss. Der Zugang zum Untergas erfolgt von einer Militärplattform aus, auf die sich Twinsen begibt.

#### Teil 6: Das Untergas
Twinsen gelangt über einen Aufzug, der auf der Insel der Blafards endet, in das Untergas. Ein Fährmann ermöglicht es Twinsen, auf die Insel der Mosquibees zu gelangen, auf der ein abtrünniges Volk lebt. Twinsen trifft sich mit der Königin der Mosquibees, um herauszufinden, wie er zu Insel CX gelangen kann, doch dann kommen die Streitkräfte des Imperators auf die Insel und entführen die Königin. Twinsen gelingt es in Erfahrung zu bringen, dass diese nun in einem Gebäude auf der Blafard-Insel gefangen gehalten wird. Nach ihrer Befreiung übergibt die Königin Twinsen einen Schlüssel zu Insel CX dessen Zugang hinter ihrem Thron verborgen ist. Twinsen reist also zurück zur Mückeninsel, um im Kampf gegen die Streitkräfte des Kaisers den Thron der Königin zu besteigen.

#### Teil 8: Die Feierinsel
Bevor er die auf dem Smaragdmond stationierten Reaktoren zerstört, will Twinsen den Betrüger bekämpfen, der sich als „Dark Monk“ ausgibt. Als er auf das Feierinsel zurückkehrt, wo er weiß, dass „Dark Monk“ einen Auftritt haben soll, findet er heraus, dass es sich um Doktor FunFrock handelt, gegen den er bereits in seinem vorherigen Abenteuer gekämpft hat. Er erfährt, dass die Magier auf FunFrocks Befehl hin entführt wurden, um ihre Kräfte für den Zweck einzusetzen, Sendells Energie anzuzapfen und sie zusammen mit der Kollision mit dem Smaragdmond schlagartig freizusetzen. Die Kinder wurden entführt, um die Magier unter Druck zu setzen, damit sie sich zur Zusammenarbeit bereit erklären. Als Twinsen den Übeltäter durch ein Labyrinth von Räumen verfolgt, muss er sich gegen zahlreiche Soldaten (die meisten davon Roboter) behaupten, die unter dem Befehl des ehemaligen Diktators stehen. Twinsen findet die entführten Magier, doch als er in den Raum zurückkehrt, in dem die Kinder gefangen gehalten werden, lässt FunFrock ihren Kerker in die darunter liegende Lava stürzen. Trotz dieses schmerzhaften Misserfolgs verfolgt Twinsen FunFrock weiter und stellt sich ihm schließlich in einem intensiven Kampf, der mit Twinsens Sieg endet. Als Twinsen sich dem Lavaschlund nähert, in den die Kinder gefallen sind, entdeckt er unten Baldinos Schiff, das gerade noch rechtzeitig gekommen ist, um die Kinder aus ihrem Sturz zu bergen. Voller Staunen springt Twinsen in Baldinos Schiff und macht sich auf den Weg zurück nach Twinsun. Von Sendell kontaktiert, kehrt Twinsen zu seinem Planeten zurück, um der Göttin zu helfen, den Mond zurückzudrängen. Nachdem die Esmer das wahre Gesicht des Mannes, den sie für Darth Monk hielten, entdeckt hatten, bombardierten sie die Reaktoren auf dem Smaragdmond, gerade als sich herausstellte, dass Sendells Energie nicht ausreichte, um den Kataklysmus zu verhindern. Die abschließende Filmsequenz zeigt Twinsens jungen Sohn, der geboren wurde, während sein Vater die Welt rettete.

### Charaktere
| Charakter    |                                                         | Engl. Sprecher |
| ------------ | ------------------------------------------------------- | -------------- |
| Twinsen      | Spielercharakter und Held der beiden Spiele             | David Gasman   |
| Zoé          | Twinsens schwangere Frau                                | Jodi Forrest   |
| Sendell      | Göttin der Twinsun                                      |                |
| Baldino      | Freund von Twinsen                                      |                |
| Dr. Funfrock | Antagonist des Spiels, selbsternannter Gott von Zeelich |                |

### Spielwelt
In Little Big Adventure 2 existieren mehr als 220 Schauplätze, verteilt über drei Planeten.
Twinsun
Twinsun ist der Ort, an dem das Abenteuer von Little Big Adventure 2 beginnt. Twinsun besteht im Spiel aus den drei Regionen Südliche Hemisphäre, Hamalayi Gebirge und Nördliche Hemisphäre, die ihrerseits wieder in Unterabschnitte (z. B. Inseln) aufgeteilt sind.
Smaragdmond
Der Smaragdmond ist der Mond von Twinsun. In Little Big Adventure wird er in „Old Burg“ nur als die „Smaragdmondstraße“ erwähnt. Im Spielverlauf reisen Twinsen und Baldino auf seine dunkle Seite zu einer geheimen Basis.
Zeelich
Zeelich ist aus Sicht der Twinsuner eine außerirdische Welt. Zeelichs Planetenkern ist ein Lavainferno mit felsigen und höhlenartigen Inseln. Einige davon bilden hohe Türme, die in die Gas‐Schicht hinauf ragen und bisweilen durchdringen, wodurch sie Inseln inmitten des Gasmeeres bilden. Um sich vor der Lava und dem Rauch zu schützen, wohnen die Bewohner bevorzugt auf den Gipfeln dieser Berge. Die bedeckte Ebene wird „Untergas“ genannt und wird von verschiedenen Arten von schwebenden Monstern bewohnt.
Die Währung ist das „Zlito“, und ihre Energiequelle ist ein Brennstoff, der als „GazoGem“ bekannt ist. Da Zeelichs technologisch fortschrittlicher ist, hat es Touristen und Einwanderer von anderen Planeten wie Gloums aufgenommen und den ersten Kontakt mit Twinsun hergestellt. Im Spiel werden die Bewohner von einer Militärdiktatur unterdrückt, die von einem hohen Imperator angeführt wird. Außerdem gehorchen sie dem Gott Dark Monk.

## Spielprinzip

### Allgemein
Das Spiel wird aus einer Third-Person-Perspektive wiedergegeben, wobei die Kamera innerhalb von Gebäude ähnlich wie im Vorgänger fest isometrisch ist. Im Freien folgt die Kamera den Bewegungen von Twinsen zumeist automatisch, die Position kann vom Spieler jedoch auch jederzeit geändert werden, um einen besseren Blick auf Twinsens Sichtfeld zu erhalten. Der Spieler steuert Twinsen direkt mit Hilfe der Tastatur. Er kann sich dabei zu Fuß, mit einem Auto, einem Raumschiff oder mit seinem Dino‐Fly (ein Tier, das wie eine Kreuzung aus Dinosaurier und Drache aussieht) durch die Spielwelt bewegen. Auf der Wüsteninsel kann man in einem Buggy frei herumfahren. Auf der Zitadellen Insel kann man sich von einem Kaninchen auf einem Roller mitnehmen lassen. Die Reise zwischen den Inseln erfolgt mit verschiedenen Fähren. Insgesamt gibt es über 200 Charaktere, mit denen Twinsen kommunizieren kann.
Twinsen hat vier verschiedene Verhaltensmodi, zwischen denen der Spieler je nach Bedarf über ein Auswahl‐Menü wechseln kann.
| Modus     | Beschreibung |
| --------- | --- |
| Normal    | Twinsen läuft normal, kann mit Leuten reden und Orte durchsuchen. Wenn er Waffen benutzt, greift Twinsen an.                         |
| Sportlich | In diesem Modus kann Twinsen rennen und springen. Wenn Twinsen Waffen benutzt, bewegt er sich sehr schnell und greift nicht viel an. |
| Aggressiv | In diesem Modus kann Twinsen mit den Fäusten kämpfen und beim Einsatz von Waffen wird viel angegriffen.                              |
| Diskret   | In diesem Modus bewegt sich Twinsen sehr leise und kann sich verstecken. Wenn du Waffen benutzt, greift Twinsen sehr langsam an.     |

### Waffen
Little Big Adventure 2 enthält mehrere zusätzliche Waffen, die es in Little Big Adventure nicht gibt. Der Säbel, der als die stärkste Waffe im Spiel gilt, wurde beibehalten, kann aber erst am Ende des Abenteuers eingesetzt werden.
Magischer Ball: Der Magische Ball kann von Anfang an verwendet werden und ist eine Energiekugel, die von Twinsen geworfen werden kann, um Gegner anzugreifen und Schalter zu aktivieren. Er ist an bestimmten Stellen im Spiel unverzichtbar. Wenn Twinsen eine Stufe der Magie erreicht, kann der Ball von Wänden, Gegenständen und dem Boden abprallen. Wenn Twinsens Zauberkraft nachlässt, springt der Ball nicht mehr. Die Kraft der Kugel kann erhöht werden, wenn Twinsen bestimmte Aufgaben erfüllt. Die Leistungsstufen sind:
| Stufe               | Beschreibung |
| ------------------- | --- |
| Gelber Zauberball   | Der erste und schwächste Ball im Spiel. Betrifft nur verkleidete Esmer und Twinsun‐Wesen.                                          |
| Grüner Magie‐Ball   | Betrifft Esmer, außer denen mit rotem Schuss. Erhöht den Schaden an Twinsun‐Wesen.                                                 |
| Rogue Magic Ball    | Man erhält ihn, wenn man den Sendell Ball findet. Betrifft alle Esmer. Erhöht den Schaden an Twinsun‐Kreaturen weiter.             |
| Magischer Feuerball | Letzte Stufe im Spiel. Erreicht durch Sammeln der vier Zeelich‐Scherben. Betrifft alle Esmer. Maximaler Schaden für Twinsun-Wesen. |

Der Säbel des Kaisers: Das Schwert ist das letzte, das im Spiel zu finden ist, aber es gilt als eines der stärksten. Der Säbel des Kaisers funktioniert auf die gleiche Weise wie der LBA‐Säbel und ist der einzige, der die Beschützer des Kaisers außerhalb seines Palastes besiegen kann. Der stärkste Angriff des Schwertes ist im Sportmodus, wenn es nach hinten springt, und wenn es nach vorne springt, führt es einen unglaublichen Angriff aus. Am effektivsten ist der Angriff jedoch im Aggressiv-Modus, weil er so schnell ist.
Pistolaser (Laserpistole): Diese Pistole wird Twinsen von den Rebellen geschenkt. Sie gibt einen grünen Schuss ab, der direkt trifft und nicht „fällt“ – wie bei den anderen Waffen, die Geschosse abgeben. Das Problem ist, dass der Schuss eine Weile braucht, bis er geladen ist, was die Waffe gegen Gegner in der Nähe unbrauchbar macht. Aber sie ist ziemlich effektiv gegen weit entfernte Feinde, und wenn der Schuss etwas trifft, werden Kristallstücke freigesetzt, die das Ziel treffen können.
Untergas‐Handschuh: Er feuert bestimmte feindliche Geschosse ab, von denen einige nur von ihm getroffen werden können.
Blowgun: Sie ist eine Waffe, die den Scharfschützenmaschinen ähnelt, die ebenfalls im Spiel vorkommen. Er verschießt kleine gelbe Kugeln, die nicht sehr stark sind, aber eine gute Waffe für den Nah- und Fernkampf sind. Obwohl sie bei bestimmten Gegnern sehr schwach ist, wirkt sie wie ein Maschinengewehr und macht es dem Gegner fast unmöglich, zu reagieren. Der Spieler erlangt die Waffe in der ersten Hälfte des Spiels, indem er eine der Prüfungen an der Schule für Magie auf der Wüsteninsel besteht. Wenn Twinsen auf die Insel der Mosquibees geht und ihre Prüfungen besteht, erhält er eine Waffe namens Zarabatron (Blowtron), die stärker ist als die Zarabatana.
Blitzzauber: Man erhält ihn, nachdem Twinsen einige Zeitzauberer-Herausforderungen auf der Festungsinsel absolviert hat. Der Zauber entzieht Twinsen die gesamte magische Energie und tötet alle Gegner auf dem Bildschirm. Sie ist auch notwendig, um die Sendell‐Kugel zu erhalten, ein wichtiger Schritt in der Geschichte.
Schutzzauber: Dieser Zauber ist in einer Höhle auf der Wüsteninsel zu finden und ist nicht notwendig, um das Spiel zu beenden, obwohl er sehr nützlich ist. Sie entzieht langsam magische Energie und schützt Twinsen vor feindlichen Angriffen.
Nitro‐Meca‐Penguin: Dieser Pinguin‐Roboter läuft geradeaus und explodiert nach 5 Sekunden. Er unterscheidet sich geringfügig von dem Pinguin‐Mecha aus dem ersten Spiel, bei dem der Pinguin beim Aufprall explodiert. Außerdem kannst man in LBA2 bis zu 10 Erdmännchen mitnehmen.

## Anspielungen
Im Palast des Kaisers kann Twinsen gegen den Helden von Time Commando antreten, einem Spiel, das 1996 von Adeline entwickelt wurde.
Der Name des verrückten Erfinders „Jérome Baldino“ ist ein Anagramm von Jérôme Bonaldi, einem Fernsehmoderator, der sich auf Erfindungen spezialisiert hat.
In der Bar am Hafen von Otringal wurden die Bilder an den Wänden angeblich von einem gewissen Gramitte gemalt, eine Anspielung auf den berühmten Maler René Magritte.
In der gleichen Bar am Hafen von Otriganl scheint der Gitarrist auf der Bühne eine Darstellung von Gene Simmons, dem Bassisten der Rockband Kiss, zu sein.

## Entwicklung
Little Big Adventure 2 wurde von dem ehemaligen Kernteam (Frédérick Raynal, Direktor, Yaël Barroz, Computerkünstler und verantwortlich für die Kulissen, Didier Chanfray, Artwork Director, Serge Plagnol, technischer Direktor und Laurent Salmeron, Ressourcenmanager) entwickelt, welches auch schon das erste Alone in the Dark entwickelte. Laut Informationen der Website IMDb hätte das Entwicklungsbudget für Little Big Adventure 2 etwa 960.000 Franc betragen, was ungefähr 150.000 Euro entspricht.

### Technik
Ein Hauptaugenmerk wurde auf die Außenkulissen gelegt, wofür eigens eine neue Spiel‐Engine entwickelt wurde, die über 30.000 Polygone pro Frame verarbeiten kann. Diese Technologie ermöglicht es dem Spieler, sich auf einer Fläche von 60.000 Quadratmetern in einer extrem detaillierten Landschaft von Insel zu Insel zu bewegen und zusätzlich jederzeit den Kamerawinkel zu wechseln. In Little Big Adventure 2 kommen über 300 verschiedene in Echtzeit animierte 3D‐Charaktere mit texturierten Polygonen und Lichteffekten in 256 Farben vor. Die innovativen Merkmale dieses Spiels waren seiner Zeit die SVGA‐Anzeigemodus (640X480) und in 256 Farben texturierte Figuren, seine isometrische 3D-Darstellung und die auf Kinderspielzeug basierenden Charaktere, die mit über 50 Bildern pro Sekunde animiert wurden. Es fällt auf, dass andere Charaktere als Twinsen aktualisiert werden (auftauchen oder verschwinden), wenn die Spielfigur Twinsen bestimmte vordefinierte Orte passiert.
Im Oktober 2021 gab 2point21 den Quellcode der Grafikengine von Little Big Adventure 1 und 2 unter der offenen Lizenz GPL frei. Das Studio begründete den Schritt damit, dass diese Arbeit für die damalige Zeit außergewöhnlich gewesen sei und man glaube, damit einen wertvolle Beitrag für die Bildung zu leisten. Die Engine verwendet Assembler und wurde ursprünglich mit nicht quelloffenen Bibliotheken kompiliert, die aus dem Projekt entfernt wurden und auf github.com abgerufen werden können.

### Soundtrack
Die Musik für Little Big Adventure 2 stammt von dem französischen Komponisten Philippe Vachey. Die 7 Stücke aus dem Genre Stage & Screen in der Stilistik Videospielmusik gab es 1997 auf CD (Label Electronic Arts).
| # | Titel           | Länge |
| 1 | LBA’s Theme     | 5:51  |
| 2 | Emerald Moon    | 3:29  |
| 3 | HoneyBee        | 3:28  |
| 4 | Song Of Gabriel | 3:45  |
| 5 | The Empire      | 3:45  |
| 6 | Zeelich         | 3:40  |
| 7 | Purple          | 1:02  |

## Veröffentlichung
Am 31. Mai 1997 veröffentlichte Electronic Arts in Europa Little Big Adventure 2 für MS-DOS und Microsoft Windows. In Nordamerika und Brasilien wurde das Spiel unter dem Namen Twinsen’s Odyssey von Activision herausgegeben und erschien am 14. Juni 1997. Im August 1997 veröffentlichte Virgin Interactive eine Version unter demselben Titel für den asiatischen Markt. Im Oktober 2011 erschien eine für aktuelle macOS- und Windows-Versionen angepasste Version von Little Big Adventure 2 bei GOG.com. Im Oktober 2015 erschien es auch auf Steam. Zum 25-jährigen Jahrestag der Erstveröffentlichung erschien der Titel in einer aktualisierten Version als Twinsen’s Little Big Adventure 2 Classic auf Steam.

## Rezeption

### Kritiken
Little Big Adventure 2 wurde zumeist positiv aufgenommen.
- „Ein großartiges Abenteuer, das vor Spielbarkeit und Persönlichkeit nur so strotzt und ganz oben auf Ihrer Liste stehen sollte“. – Colin Williamson, PC Gamer
- „Man nehme Elemente von Tomb Raider, Prince of Persia und Super Mario 64 und man beginnt gerade erst an der Oberfläche von Twinsen’s Odyssey zu kratzen – ein Genre sprengendes 3‐D‐Spektakel.“ – Jeff Green, Computer Gaming World
- „Eine der bedeutendsten Errungenschaften im Adventure‐Bereich seit langem.“ – Daniel Morris, PC Games
- „Unglaublich fesselndes 3D‐Abenteuer. Einige der erstaunlichsten Grafiken und Spielabläufe, die Sie je gesehen haben.“ – Jeff James, Computer & Net Player
- „Mit wunderschöner Grafik, farbenfrohen Charakteren, einem großartig aussehenden neuen 3D‐Modus und einer guten Mischung aus Action und Abenteuer könnte Twinsen's Odyssey einer der größten Hits des Sommers werden.“ – Doug Radcliffe, Online Gaming Review
- „Die grafische Pracht des Spiels ist atemberaubend“. – Next Generation Online
- „Atemberaubend anzuschauen und unterhaltsam zu spielen. Könnte das Action-Adventure auf eine ganz neue Stufe der Raffinesse heben.“ – Steve Wartofsky, Computer Games Strategy Plus
- „Visuell umwerfend. Die beeindruckendsten 3D‐Umgebungen und Animationen aller Spiele, die wir in diesem Jahr getestet haben.“ – PC Games Online
- „Vielleicht die am sehnlichste erwartete Fortsetzung seit Civilization 2“. – Next-Generation‐Magazin (NextGen)
- „Adventure‐Spieler sollten sich darauf vorbereiten, einen großen Teil ihres Sommers freizuhalten.“ – Ron Dulin, GameSpot
- „Kann das der Mario‐Killer für den PC sein?“ – PC Player

### Auszeichnungen und Verkaufszahlen
Little Big Adventure 2 belegte den zweiten Platz bei der Wahl zum „Adventure Game of the Year“ der Computer Gaming World 1997, die schließlich an The Curse of Monkey Island ging. Die Redakteure nannten Little Big Adventure 2 „einen charmanten 3D-Action/Adventure-Hybriden“.
Little Big Adventure 2 hat sich weltweit über 600.000 Mal verkauft.

## Nachfolger
Am 8. September 2021 kündigte das Entwicklerstudio [2.21] ein neues Little Big Adventure für Computer und Konsole an. Didier Chanfray, einer der Mitgründer von Adeline Software International, verkündete dafür die Rückkehr weiterer Kernentwickler der Reihe, darunter Frédérick Raynal und Yaël Barroz. Die Wahl der Spiel-Engine fiel auf die Unreal Engine. Eine Fortsetzung und Abschluss der Reihe, wie zunächst geplant, wurde dabei wieder verworfen. Der Bekanntheitsgrad der Marke war durch die lange Veröffentlichungspause zurückgegangen, der Name durch den zwischenzeitlichen Erfolg von Little Big Planet nicht mehr eindeutig. Stattdessen gingen die Pläne zu einem Reboot mit dem Titel Twinsen’s Little Big Adventure, um zusätzlich die Möglichkeit für eine künftige Fortführung der Reihe zu haben.